# Nekrolog 1945
Nekrolog
◄◄
| ◄
| 1941
| 1942
| 1943
| 1944
| 1945 | 1946 | 1947 | 1948 | 1949 | ► | ►►
1. Quartal |
2. Quartal |
3. Quartal |
4. Quartal 
Weitere Ereignisse | Allgemeiner Nekrolog 1945
Die Beschreibung der verstorbenen Person sollte so kurz wie möglich gehalten sein und nur deren signifikante Tätigkeit(en) enthalten.
Neue Namen ggf. auch unter dem Geburts- und Sterbedatum, also etwa unter 1. Januar und im Geburts- und Sterbejahr (2024) eintragen (nur bei entsprechender großer Wichtigkeit). Für Beispiele siehe die schon vorhandenen Artikel.
Außerdem über die fünf zuletzt Verstorbenen, zu denen es einen ausreichend guten Artikel für eine Präsentation auf der Hauptseite gibt, nach der todesbedingten Überarbeitung der Artikel ggf. auch unter Wikipedia Diskussion:Hauptseite informieren und sie am besten auch in den anderen Wikipedia-Sprachversionen eintragen. Tipp: Regelmäßig bei news.google.de nach „ist tot“, „gestorben“ oder „verstorben“ suchen.
Wenn eine Person gestorben ist, gibt es viele Seiten zu dieser Person in der Wikipedia, die davon auch betroffen sind und entsprechend aktualisiert werden müssen. Beispiele: Namenübersichtsseite, Geburtsjahr, Geburtsort-Seiten und viele mehr.
Wie finde ich die betroffenen Seiten?
Im Suchfeld auf der linken Seite gibt man den Suchbegriff so ein: „Vorname Nachname“. Dann klickt man auf Volltext und alle Seiten mit entsprechendem Suchtext werden aufgerufen. Hier sieht man dann schnell, wo auch das Todesjahr Sinn macht oder sogar ein Teil des Artikels angepasst werden muss. Auch hilft das „Werkzeug“ auf der linken Seite sehr gut, um solche Seiten aufzufinden: „Links auf diese Seite“. Somit ist die Wikipedia wieder aktuell in allen Bereichen! Hinweis: bei Eintragung der Kategorie „Gestorben JAHR“ wird der Missbrauchsfilter 49 ausgelöst, was jedoch nicht schlimm ist. Siehe: Spezial:Missbrauchsfilter/49
Dies ist eine Liste von im Jahr 1945 verstorbenen bekannten Persönlichkeiten. Die Einträge erfolgen innerhalb der einzelnen Daten alphabetisch sortiert. Tiere sind im Nekrolog für Tiere zu finden.
Die Liste ist nach Quartalen aufgeteilt:
- Nekrolog 1. Quartal 1945: Januar, Februar und März
- Nekrolog 2. Quartal 1945: April, Mai und Juni
- Nekrolog 3. Quartal 1945: Juli, August und September
- Nekrolog 4. Quartal 1945: Oktober, November und Dezember

## Datum unbekannt
| Tag          | Name                            | Beruf, bekannt als | Alter  | Beleg |
| ------------ | ------------------------------- | --- | ------ | ----- |
|              | Ferdinand Theodor Aagaard       | dänischer Organist und Komponist                                                                                             |        |       |
|              | Georg Ahl                       | deutscher Komponist und Dirigent                                                                                             |        |       |
|              | Max Apel                        | deutscher Philosoph und Hochschullehrer                                                                                      |        |       |
|              | Erik von Arnim                  | sächsischer Rittergutsbesitzer und Hofbeamter                                                                                |        |       |
|              | Blanche Arral                   | belgische Opernsängerin (Sopran)                                                                                             |        |       |
|              | Ferdinand Asmus                 | deutscher Heimatforscher und Genealoge                                                                                       |        |       |
|              | Karl Aulitzky                   | österreichischer Klassischer Philologe und Gymnasiallehrer                                                                   |        |       |
|              | Elfego Baca                     | US-amerikanischer Ordnungshüter, Anwalt und Politiker                                                                        |        |       |
|              | Heinrich Bachmann               | deutscher Bankkaufmann und Politiker (NSDAP), MdR, MdL                                                                       |        |       |
|              | Max Ballerstedt                 | deutscher Lehrer und Paläontologe                                                                                            |        |       |
|              | José Agripino Barnet            | kubanischer Präsident |        |       |
|              | Rudolf von Beckerath            | deutscher Jurist und Polizeipräsident der Polizeidirektion Hannover                                                          |        |       |
|              | Kurt Bennewitz                  | kommunistischer Widerstandskämpfer                                                                                           |        |       |
|              | Jesús Bermúdez                  | bolivianischer Fußballspieler                                                                                                |        |       |
|              | Fritz Karl Bessel-Hagen         | deutscher Chirurg |        |       |
|              | Iosif Menassievich Bikerman     | russischer Journalist und Autor                                                                                              |        |       |
|              | Wilhelm Blanke                  | deutscher Bauunternehmer und Architekt                                                                                       |        |       |
|              | Edgar Booth                     | brasilianischer Fußballspieler                                                                                               |        |       |
|              | Alexei Andrejewitsch Borowkow   | sowjetischer Flugzeugkonstrukteur                                                                                            |        |       |
|              | Aleksander Brachocki            | polnischer Pianist |        |       |
|              | Alfred Brandt                   | deutscher Landwirt und Landrat im Nationalsozialismus                                                                        |        |       |
|              | Gustav Brandt                   | deutscher Politiker (KPD), MdHB                                                                                              |        |       |
| Februar/März | Hugo Breitenborn                | deutscher Politiker | 50     |       |
|              | Emil Brettle                    | deutscher Oberreichsanwalt des Deutschen Reichs im Nationalsozialismus                                                       |        |       |
|              | Alfred Broczyner                | österreichischer Versicherungsbeamter, Gewerkschafter, sowie Wiener Landtagsabgeordneter und Gemeinderat                     |        |       |
|              | Katriel Broydo                  | jüdisch-litauischer Autor, Komponist und Theaterleiter                                                                       |        |       |
|              | Karl von Brzesowsky             | österreichischer Beamter und Wiener Polizeipräsident                                                                         |        |       |
|              | Heinrich Büggeln                | deutscher Elektroingenieur                                                                                                   |        |       |
|              | Alexander Georg von Bulmerincq  | deutsch-baltischer Orientalist und Dolmetscher                                                                               |        |       |
|              | Gerald Maurice Burn             | englischer Marinemaler, Architekturmaler und Radierer                                                                        |        |       |
|              | J. F. Cantrell                  | US-amerikanischer Unternehmer, der den ersten Waschsalon eröffnete                                                           |        |       |
|              | Emmanuel Carvallo               | französischer theoretischer Physiker                                                                                         |        |       |
|              | José Castillejo                 | spanischer Pädagoge |        |       |
|              | Friedrich Copei                 | deutscher Pädagoge |        |       |
|              | Carl Maria Cornelius            | deutscher Kunsthistoriker |        |       |
|              | Axel Crewell                    | deutscher Politiker (NSDAP)                                                                                                  |        |       |
|              | Walter Cyliax                   | Schweizer Typograf und Grafiker                                                                                              |        |       |
|              | Felix Czolbe                    | deutscher Reichsgerichtsrat                                                                                                  |        |       |
|              | Mihran Damadian                 | armenischer Lehrer und Freiheitskämpfer                                                                                      |        |       |
|              | Kurt Delitzsch                  | deutscher Jurist |        |       |
|              | Hans Delmotte                   | belgischer Mediziner und SS-Führer im KZ Auschwitz                                                                           |        |       |
|              | Auguste Diacono                 | deutsche Theaterschauspielerin                                                                                               |        |       |
|              | Gottfried Dierig                | deutscher Industrieller, Inhaber der Christian Dierig AG                                                                     |        |       |
|              | Johannes Dingfelder             | deutscher Arzt und völkischer Politiker                                                                                      |        |       |
|              | Karl Heinrich Dittmann          | deutscher Prähistoriker und Ägyptologe                                                                                       |        |       |
|              | Georg Dröscher                  | deutscher Theaterschauspieler, -leiter, Opernregisseur, Übersetzer, Librettist und Autor                                     |        |       |
|              | Édouard Drouot                  | französischer Bildhauer |        |       |
|              | Carlos Borromeu Duarte          | Liurai von Alas |        |       |
|              | Walter Duddins                  | deutscher Politiker (KPD) |        |       |
|              | Frank L. Dunbar                 | US-amerikanischer Attorney und Politiker                                                                                     |        |       |
|              | John Duncan                     | schottischer Maler des Symbolismus                                                                                           |        |       |
|              | Adolf Dürr                      | deutscher Verwaltungs- und Ministerialbeamter sowie Verwaltungsrichter                                                       |        |       |
|              | Johann Duvigneau                | deutscher Verwaltungsjurist und zuletzt Landrat des Kreises Pinneberg                                                        |        |       |
|              | Wilhelm Eckmann                 | deutscher Landrat |        |       |
|              | Heinrich Eddelbüttel            | deutscher Rassenideologe |        |       |
|              | Horst-Hildebrandt von Einsiedel | deutscher Verwaltungsbeamter                                                                                                 |        |       |
|              | Emil Engelmann                  | deutscher Lehrer und Heimatforscher                                                                                          |        |       |
|              | Delphin Enjolras                | französischer Maler |        |       |
|              | Walter Ernstberger              | deutscher SS-Obersturmführer, Schutzhaftlagerführer im KZ Groß-Rosen                                                         |        |       |
|              | Earle Edward Eubank             | US-amerikanischer Soziologe und Förderer der Sozialen Arbeit                                                                 |        |       |
|              | Richard Fall                    | österreichischer Komponist und Dirigent jüdischer Abstammung                                                                 |        |       |
|              | Maria Fasching                  | österreichische Widerstandskämpferin                                                                                         |        |       |
|              | Maurice Fauré                   | französischer Sportschütze                                                                                                   |        |       |
|              | Fritz Fehling                   | deutscher Polizeibeamter; Sachbearbeiter im Geheimen Staatspolizeiamt                                                        |        |       |
|              | Fritz Flandrak                  | österreichischer Rechtsanwalt, Fachautor und Dramatiker                                                                      |        |       |
|              | Ēriks Mārtiņš Feldmanis         | lettischer Jurist und russischer Offizier                                                                                    |        |       |
|              | Karl Fiehn                      | deutscher Klassischer Philologe                                                                                              |        |       |
|              | William S. Flynn                | US-amerikanischer Golfarchitekt                                                                                              |        |       |
|              | Grete De Francesco              | deutschsprachige Schriftstellerin                                                                                            |        |       |
|              | Hans Freiesleben                | deutscher Jurist, Senatspräsident beim Reichsgericht                                                                         |        |       |
|              | Karl Friedrich                  | deutscher Politiker (NSDAP), MdR, MdL                                                                                        |        |       |
|              | Clemens Frömmel                 | österreichischer Möbeldesigner                                                                                               |        |       |
|              | Hans Fuchs                      | deutscher Zeitungsverleger                                                                                                   |        |       |
|              | Funakoshi Yoshitaka             | japanischer Karatemeister |        |       |
|              | Furuya Kiyoshi                  | japanischer Generalleutnant, Mitglied der IMKK, Chef der japanischen Luftwaffe                                               |        |       |
|              | František Galan                 | slowakischer Journalist und Politiker                                                                                        |        |       |
|              | Júlio Raymundo da Gama Pinto    | portugiesischer Augenarzt |        |       |
|              | Simon Gate                      | schwedischer Maler, Designer und Glaskünstler                                                                                |        |       |
|              | Hermann Gautel                  | deutscher Möbeldesigner und Innenarchitekt                                                                                   |        |       |
|              | Arturo Gazzera                  | italienischer Fechtmeister                                                                                                   |        |       |
|              | Julius Geyer                    | deutscher Ingenieur und Industrieller                                                                                        |        |       |
|              | Siegfried Geyer                 | österreichischer Schriftsteller, Dramaturg, Journalist, Drehbuchautor, Theaterleiter, Theaterkritiker, Lektor und Übersetzer |        |       |
|              | Karl Glitscher                  | deutscher Physiker und Mitbegründer der Quantenmechanik                                                                      |        |       |
|              | Ján Golian                      | slowakischer General |        |       |
|              | Mary Antonine Goodchild         | US-amerikanische Musikpädagogin                                                                                              |        |       |
|              | Eugen Gramberg                  | deutscher Lehrer, Autor und Pilzkundler                                                                                      |        |       |
|              | Wilhelm Granzow                 | deutscher Porträt- und Landschaftsmaler                                                                                      |        |       |
|              | Arthur Groenouw                 | deutscher Mediziner, Ophthalmologe und Fachbuchautor                                                                         |        |       |
|              | Ernst Gundolf                   | deutscher Autor und Zeichner                                                                                                 |        |       |
|              | Wilhelm Günther                 | deutscher SS-Brigadeführer und Generalmajor der Polizei                                                                      |        |       |
|              | Leopold Günther-Schwerin        | deutscher Landschaftsmaler, Bildhauer und Schriftsteller                                                                     |        |       |
|              | Franz Haggenmiller              | deutscher Maler |        |       |
|              | Győző Halmos                    | ungarischer Turner |        |       |
|              | Bernhard Hasler                 | deutscher Maler, Grafiker und Zeichenlehrer                                                                                  |        |       |
|              | Olly Heidenreich                | österreichische Schauspielerin                                                                                               |        |       |
|              | Paul Hein                       | deutscher Kaufmann, Bergwerks-Generaldirektor                                                                                |        |       |
|              | Stephan Heise                   | deutscher Journalist, Redakteur der Frankfurter Volksstimme                                                                  |        |       |
|              | Kurt Henneberg                  | deutscher Musiker |        |       |
|              | Walter Henschel von Hain        | deutscher Landschafts- und Porträtmaler                                                                                      |        |       |
|              | Otto Hergt                      | deutscher Politiker (NSDAP), MdR                                                                                             |        |       |
|              | Emil Herkenrath                 | deutscher Klassischer Archäologe und Gymnasiallehrer                                                                         |        |       |
|              | Hugo Hodiener                   | österreichischer Landschaftsmaler                                                                                            |        |       |
|              | Else Höfs                       | deutsche Politikerin (SPD) und Reichstagsabgeordnete                                                                         |        |       |
|              | Robert Höltje                   | deutscher Chemiker und Professor an der Bergakademie Freiberg                                                                |        |       |
|              | Anton Holzhey                   | deutscher Papierfabrikant |        |       |
|              | Alexander von Hormuzaki         | österreichisch-rumänischer Politiker                                                                                         |        |       |
|              | Woldemar Horn                   | deutscher Jurist und Gouverneur                                                                                              |        |       |
|              | Heinrich Hübner                 | deutscher Zeichner, Grafiker und Maler                                                                                       |        |       |
|              | Hanuš Jochowitz                 | tschechoslowakischer Geiger und Pianist sowie im Lager ein Sänger und Schauspieler                                           |        |       |
|              | Hans Kannengießer               | preußischer Generalmajor, osmanischer Pascha                                                                                 |        |       |
|              | Oskar Karstedt                  | deutscher Geograph, Kolonialbeamter und Ministerialbeamter                                                                   |        |       |
|              | Kawai Jittaro                   | japanischer Mathematiker |        |       |
|              | Walther Kegel                   | deutscher Schriftsteller |        |       |
|              | Eduard Kenkel                   | deutscher Journalist und Politiker (DNVP), MdL                                                                               |        |       |
|              | James Hutton Kidd               | neuseeländischer Obstbauer und -züchter                                                                                      |        |       |
|              | Otto Kilian                     | deutscher kommunistischer Politiker, Journalist und Schriftsteller                                                           |        |       |
|              | Imre Kinszki                    | ungarischer Fotograf, Opfer des Holocaust                                                                                    |        |       |
|              | Erich Klapproth                 | „Femeurteilsvollstrecker“ der „Schwarzen Reichswehr“, später NSDAP-Funktionär und Gutsbesitzer                               |        |       |
|              | Józef Klukowski                 | polnischer Bildhauer |        |       |
|              | Peter Knoblauch                 | deutscher Klassischer Archäologe                                                                                             |        |       |
|              | Emma Koch                       | deutsche Pianistin und Musikpädagogin                                                                                        |        |       |
|              | Hans Koch                       | deutscher Altphilologe und Gymnasiallehrer                                                                                   |        |       |
|              | Karl Kögel                      | deutscher Eishockeyspieler                                                                                                   |        |       |
|              | Andrija Konc                    | jugoslawischer Operetten- und Schlagersänger, Komponist sowie Fußballtorhüter                                                |        |       |
|              | Eduard Korallus                 | deutscher evangelischer Pfarrer                                                                                              |        |       |
|              | Margarete Köstlin-Räntsch       | deutsche Ärztin |        |       |
|              | Konstantinos Kourouniotis       | griechischer Klassischer Archäologe                                                                                          |        |       |
|              | Arnold Kowalewski               | deutscher Philosoph |        |       |
|              | Franz Krampf                    | deutscher Architekt |        |       |
|              | Wilhelm Kratz                   | deutscher Nadelfabrikant und Fayencensammler                                                                                 |        |       |
|              | Martin Kremmer                  | deutscher Architekt |        |       |
|              | Wilhelm Kricheldorff            | deutscher Maler |        |       |
|              | Lothar Krüger                   | deutscher Baustoffkundler |        |       |
|              | Theodor Krummacher              | evangelischer Theologe |        |       |
|              | Horst Krutschinna               | deutscher Adjutant des Reichsjugendführers und Kandidat der Reichstagswahl                                                   |        |       |
|              | Wilhelm H. F. Kuhlmann          | deutscher Unternehmer |        |       |
|              | Hugo Kunike                     | deutscher Ethnologe, Altamerikanist und Linguist                                                                             |        |       |
|              | Eberhard von Künsberg           | deutscher Nationalsozialist, Jurist und Diplomat                                                                             |        |       |
|              | Robert Kwami                    | Pastor und leitender Geistlicher in Togo                                                                                     |        |       |
|              | Jean de La Brète                | französische Schriftstellerin                                                                                                |        |       |
|              | Kurt Lebenstedt                 | deutscher Politiker |        |       |
|              | Georg Lebrecht                  | deutscher Maler und Illustrator                                                                                              |        |       |
|              | Max Lehnerdt                    | deutscher Altphilologe und Gymnasiallehrer                                                                                   |        |       |
|              | Inna Leman-Balanowskaja         | russische bzw. sowjetische Astronomin                                                                                        |        |       |
|              | Henri Letocart                  | französischer Organist und Komponist                                                                                         |        |       |
|              | Otto Leuschner                  | deutscher Fußballspieler |        |       |
|              | Joachim Freiherr von der Leyen  | deutscher Verwaltungsbeamter (NSDAP)                                                                                         |        |       |
|              | Karl Lindenberg                 | preußischer Verwaltungsjurist und Landrat                                                                                    |        |       |
|              | Paul Lindner                    | deutscher Mikrobiologe |        |       |
|              | Wunibald Löhe                   | deutscher Verwaltungsjurist und Bezirksamtmann in Stadtsteinach                                                              |        |       |
|              | Rudolf Löhr                     | deutscher Politiker (SPD) und Minister                                                                                       |        |       |
|              | Regino López                    | kubanischer Schauspieler, Regisseur und Sänger                                                                               |        |       |
|              | Karl Lucke                      | deutscher politischer Funktionär, SA-Führer, Mitglied des Badischen Landtags                                                 |        |       |
|              | Walter Lustig                   | deutscher Mediziner und jüdischer Verbandsfunktionär                                                                         |        |       |
|              | Adolf Maass                     | Hamburger Kaufmann mit jüdischen Wurzeln                                                                                     |        |       |
|              | Heinz Mahn                      | deutscher Architekt, Diplom-Ingenieur und Baugewerbelehrer                                                                   |        |       |
|              | Thomas Mapikela                 | südafrikanischer Politiker                                                                                                   |        |       |
|              | Muhammad Mustafā al-Marāghī     | islamischer Reformer |        |       |
|              | Hubert Mayr                     | österreichischer Sozialist und Widerstandskämpfer gegen den Faschismus und Nationalsozialismus                               |        |       |
|              | Albin Meiche                    | deutscher Fotograf |        |       |
|              | Régis Messac                    | französischer Schriftsteller und Widerstandskämpfer                                                                          |        |       |
|              | Karl Heinrich Meyer             | deutscher slawischer Philologe                                                                                               |        |       |
|              | Matthias Mieses                 | Philologe, vergleichender Kulturhistoriker und Journalist                                                                    |        |       |
|              | Thomas Morris                   | US-amerikanischer Jazz-Trompeter und Kornettist                                                                              |        |       |
|              | Richard Muck                    | deutscher Forstmann und Schriftsteller                                                                                       |        |       |
|              | Otfried Müller                  | deutscher Mediziner |        |       |
|              | Heinrich Müller-Erkelenz        | deutscher Architekt |        |       |
|              | Friedrich Murawski              | römisch-katholischer Priester und Nationalsozialist                                                                          |        |       |
|              | Reinhard Neubert                | deutscher Jurist und Politiker (NSDAP), MdR                                                                                  |        |       |
|              | Hermann Niedner                 | deutscher Politiker und parteiloser Demokrat, MdL Sachsen                                                                    |        |       |
|              | Gottfried Niemann               | deutscher Maler, Kunstwissenschaftler, Musikwissenschaftler und Komponist                                                    |        |       |
|              | Arno Nitschmann                 | deutscher Unternehmer und Politiker (NSDAP), MdPl                                                                            |        |       |
|              | Fernando Obradors               | spanischer Komponist |        |       |
|              | Christian Oertel                | deutscher Generaldirektor |        |       |
|              | Annemarie Oestreicher           | sozialdemokratische Politikerin                                                                                              |        |       |
|              | Ohara Koson                     | japanischer Maler |        |       |
|              | Edward Okuń                     | polnischer Maler des Jugendstils                                                                                             |        |       |
|              | Erich Orthmann                  | deutscher Dirigent |        |       |
|              | Willi Ost                       | deutscher SS- und Polizeiführer                                                                                              |        |       |
|              | Robert Paul Oszwald             | deutscher Publizist, Historiker und politischer Funktionär                                                                   |        |       |
|              | Karl Otter                      | deutscher Gewerkschafter und Politiker (USPD, SPD), MdL                                                                      |        |       |
|              | Isaak Paisikovic                | Überlebender des KZ Auschwitz-Birkenau                                                                                       |        |       |
|              | Adolf Parthey                   | preußischer Verwaltungsjurist und Landrat                                                                                    |        |       |
|              | Søren Petersen                  | dänischer Schwergewichts-Boxer                                                                                               |        |       |
|              | Franz Pfannenstiel              | österreichischer Funktionär der Arbeiterbewegung, Widerstandskämpfer                                                         |        |       |
|              | Guntram Pflaum                  | deutscher SS-Führer und Leiter des Lebensborn e. V.                                                                          |        |       |
|              | Hossein Pirnia                  | iranischer Politiker |        |       |
|              | Werner Plath                    | deutscher Schwimmer |        |       |
|              | Wolfgang Plaul                  | deutscher Schutzhaftlagerführer im KZ Buchenwald                                                                             |        |       |
|              | Arthur Pollack                  | deutscher Lokalpolitiker (SPD), NS-Gegner                                                                                    |        |       |
|              | Oskar Popp                      | deutscher Maler, Zeichner und Bühnenbildner                                                                                  |        |       |
|              | Erhard Preißig                  | deutscher Romanist |        |       |
|              | Hans Przyrembel                 | deutscher Designer, Gold- und Silberschmied                                                                                  |        |       |
|              | Heinz Psotta                    | deutscher Bergbeamter und Bergbaumanager                                                                                     |        |       |
|              | Heinrich Quade                  | deutscher Bauunternehmer und Memoiren-Autor                                                                                  |        |       |
|              | Theodor Recknagl                | deutscher Porträtmaler |        |       |
|              | Ernst Rehm                      | deutscher Psychiater |        |       |
|              | Luis Reyes                      | bolivianischer Fußballspieler                                                                                                |        |       |
|              | Max Rhode                       | deutscher Komponist und Posaunist                                                                                            |        |       |
|              | Narciso Riet                    | italienischer Zeuge Jehovas, vom NS-Regime zum Tode verurteilt                                                               |        |       |
|              | Andrea Robbi                    | Schweizer Maler |        |       |
|              | Wilhelm Karl Robra              | deutscher Bildhauer |        |       |
|              | Theodor Roeingh                 | deutscher Landwirt und Politiker (Zentrum), MdR                                                                              |        |       |
|              | Juan B. Rojo de la Vega         | mexikanischer Botschafter |        |       |
|              | Emil Roósz                      | ungarischer Violinist und Tanzkapellenleiter                                                                                 |        |       |
|              | Erhard Roß                      | deutscher Historiker und Lehrer                                                                                              |        |       |
|              | Juan B. Saldaña                 | mexikanischer Botschafter |        |       |
|              | Rafael Schächter                | tschechoslowakischer Pianist, Komponist und Dirigent                                                                         |        |       |
|              | Karl Schaffran                  | deutscher Schiffbauingenieur                                                                                                 |        |       |
|              | Robert Schefe                   | deutscher Jurist, SS-Führer, Gestapomitarbeiter und Täter des Holocaust                                                      |        |       |
|              | Erich Scheffler                 | deutscher Spediteur und Judenretter                                                                                          |        |       |
|              | Charlotte Schellhorn            | deutsche Filmschauspielerin                                                                                                  |        |       |
|              | Paul Schirrmeister              | deutscher Naturheilkundler und Persönlichkeit der Lebensreform-Bewegung                                                      |        |       |
|              | Clara Schlaffhorst              | deutsche Sängerin, Gesangslehrerin                                                                                           |        |       |
|              | Ernst Schliewen                 | deutscher Reichsgerichtsrat                                                                                                  |        |       |
|              | Hans Schmidhofer                | österreichischer Politiker (NSDAP), MdR                                                                                      |        |       |
|              | Friedrich G. G. Schmidt         | deutsch-amerikanischer Sprach- und Literaturforscher                                                                         |        |       |
|              | Otto Schmidt                    | deutscher Verleger |        |       |
|              | Wilhelm Schmidt                 | deutscher Politiker (DNVP, NSDAP), MdR                                                                                       |        |       |
|              | Josef Schmitt                   | deutscher Rechtsanwalt |        |       |
|              | Robert Schneider                | deutscher Schriftsteller und Dichter                                                                                         |        |       |
|              | Julius Schramm                  | deutscher Kunstschmied, Kunstschlosser und Fachschriftsteller                                                                |        |       |
|              | Heinz Schubert                  | deutscher Komponist und Dirigent                                                                                             |        |       |
|              | Paul Schubert                   | lettischer Pianist, Komponist und Musikpädagoge                                                                              | ≈61    |       |
|              | Georg Schütz                    | deutscher Maler, Illustrator und Militärzeichner und Karikaturist                                                            |        |       |
|              | Walter Schütz                   | deutscher Politiker (DVP, DNVP)                                                                                              |        |       |
|              | Wilfried von Seidlitz           | deutscher Geologe und Paläontologe                                                                                           |        |       |
|              | Hans Seyppel                    | deutscher Maler |        |       |
|              | Ransford W. Shaw                | US-amerikanischer Anwalt und Politiker                                                                                       |        |       |
|              | Leonard Sickert                 | britischer Schauspieler und Sänger                                                                                           |        |       |
|              | Wilhelm Siering                 | deutscher Gewerkschafter und Politiker (SPD), preußischer Staatsminister                                                     |        |       |
|              | Herbert Sieronski               | deutscher Radrennfahrer |        |       |
|              | Emil Skladanowsky               | Wegbereiter des Films |        |       |
|              | Johannes Sonntag                | deutscher Apotheker und Homöopath                                                                                            |        |       |
|              | Walter von Soosten              | deutscher Polizist und SS-Führer                                                                                             |        |       |
|              | Friedrich Wilhelm Spahr         | deutscher Glas- und Porzellangestalter mit Silberoverlay                                                                     |        |       |
|              | Friedrich Spill                 | deutscher Politiker (SPD); Präsident des Volkstages in der Freien Stadt Danzig (1928–1930)                                   |        |       |
|              | Willy Starcke                   | deutscher Manager |        |       |
|              | Carl Steinbrück                 | deutscher Politiker und NS-Opfer                                                                                             |        |       |
|              | Franz Xaver Steinmetzer         | römisch-katholischer Theologe, Religionswissenschaftler, Orientalist, Assyriologe und Autor                                  |        |       |
|              | Leo Steinweg                    | deutscher Motorradrennfahrer                                                                                                 |        |       |
|              | Oskar Stillich                  | deutscher Nationalökonom, Soziologe und Pazifist                                                                             |        |       |
|              | Otto Streicher                  | deutscher Architekt und Kommunalpolitiker                                                                                    |        |       |
|              | Georg Streiter                  | deutscher Politiker (DVP), MdR                                                                                               |        |       |
|              | Julie Stroumsa                  | griechisches Opfer der Shoah, Mitglied im Mädchenorchester von Auschwitz                                                     |        |       |
|              | Wassyl Stupnyzkyj               | ukrainischer Musikethnograph, Dirigent und Komponist                                                                         |        |       |
|              | Andrew Taylor                   | kanadischer Bergsteiger |        |       |
|              | Friedrich Thieme                | deutscher Journalist und Schriftsteller                                                                                      |        |       |
|              | Karl Thiessen                   | deutscher Komponist, Pianist und Musikschriftsteller                                                                         |        |       |
|              | Ramblin’ Thomas                 | US-amerikanischer Musiker (Gesang, Gitarre) des Country Blues und Songwriter                                                 |        |       |
|              | Julius Tischendorf              | deutscher Lehrer und Geograph                                                                                                | ca. 81 |       |
|              | Eleuterio Felipe Tiscornia      | argentinischer Romanist und Hispanist                                                                                        |        |       |
|              | Jaume Torres i Grau             | spanischer Architekt des katalanischen Modernismus                                                                           |        |       |
|              | Walter Beaupré Townley          | britischer Botschafter |        |       |
|              | Arthur von der Trappen          | deutscher Geologe, Paläontologe, Entomologe und Fotograf                                                                     |        |       |
|              | Ludovic Valborge                | haitianischer Sportschütze                                                                                                   |        |       |
|              | Georges Valois                  | französischer Journalist und Politiker                                                                                       |        |       |
|              | Rudolf Viest                    | slowakischer General |        |       |
|              | Carl Vilz                       | deutscher Bildhauer und Künstler                                                                                             |        |       |
|              | Carl Ferdinand van Vleuten      | deutscher Mediziner und Schriftsteller                                                                                       |        |       |
|              | Hans Volk                       | deutscher Polizeibeamter |        |       |
|              | Henri Émile Vollet              | französischer Maler |        |       |
|              | Ernst Wachler                   | deutscher Autor und Dramaturg                                                                                                |        |       |
|              | Anna de Wall                    | deutsche Scherenschnitt-Künstlerin                                                                                           |        |       |
|              | Lenchen Weber                   | deutsche Politikerin (SPD), Opfer des Nationalsozialismus                                                                    |        |       |
|              | August Wedemeyer                | deutscher Ministerialrat und Mathematiker                                                                                    |        |       |
|              | Paul Weinrowsky                 | deutscher Pädagoge und Hochschullehrer für Physik                                                                            |        |       |
|              | Ernst Wenzel                    | deutscher Mediziner und Generalarzt der Polizei, SS-Brigadeführer                                                            |        |       |
|              | Wolfgang Wetz                   | deutscher Jurist und Verwaltungsbeamter                                                                                      |        |       |
|              | Erik Widmark                    | schwedischer Chemiker |        |       |
|              | Emil Wiglow                     | Kaufmann und Bankdirektor |        |       |
|              | Evan James Williams             | walisischer Physiker |        |       |
|              | Henning von Winterfeld          | deutscher Verwaltungsjurist und Landrat                                                                                      |        |       |
|              | Hermann Wolff                   | deutscher Vermessungstechniker und Widerstandskämpfer gegen das NS-Regime                                                    |        |       |
|              | Annemarie Wolff-Richter         | deutsche Individualpsychologin                                                                                               |        |       |
|              | Friedrich Wolffhardt            | deutscher Bibliothekar, tätig für den Aufbau der „Führerbibliothek“                                                          |        |       |
|              | Warwick Wright                  | britischer Olympiateilnehmer im Motorbootfahren                                                                              |        |       |
|              | Albert Wywerka                  | polnischer Kameramann |        |       |
|              | Lona von Zamboni                | österreichische Bildhauerin                                                                                                  |        |       |
|              | Gottfried Zedler                | deutscher Bibliothekar und Historiker                                                                                        |        |       |
|              | Zhang Shouyong                  | chinesischer Gelehrter, Bibliophiler, Pädagoge und Wirtschaftswissenschaftler der Republikzeit Chinas                        |        |       |
|              | Karl Ziegler                    | deutscher Maler und Pädagoge                                                                                                 |        |       |
|              | Paul Ziegler                    | deutscher Handwerker, Gewerkschaftsfunktionär und Politiker (DDP), MdR                                                       |        |       |
|              | Curt Ziller                     | deutscher Architekt und Baurat                                                                                               |        |       |